# Caloca saneva
Caloca saneva is een schietmot uit de familie Calocidae. De soort komt voor in het Australaziatisch gebied.